# Itinéraire à grand gabarit
Pour les articles homonymes, voir IGG.
L'Itinéraire à grand gabarit (IGG) est un aménagement routier réalisé en 2004 pour transporter, de Langon à Blagnac, les pièces de l'A380 fabriquées à Hambourg et Saint-Nazaire et assemblées dans l'atelier d'Airbus près de Toulouse.
L'itinéraire à Toulouse est conçu pour accueillir des colis pouvant atteindre 14 mètres de haut, 8 mètres de large et 50 mètres de long.

## Généralités

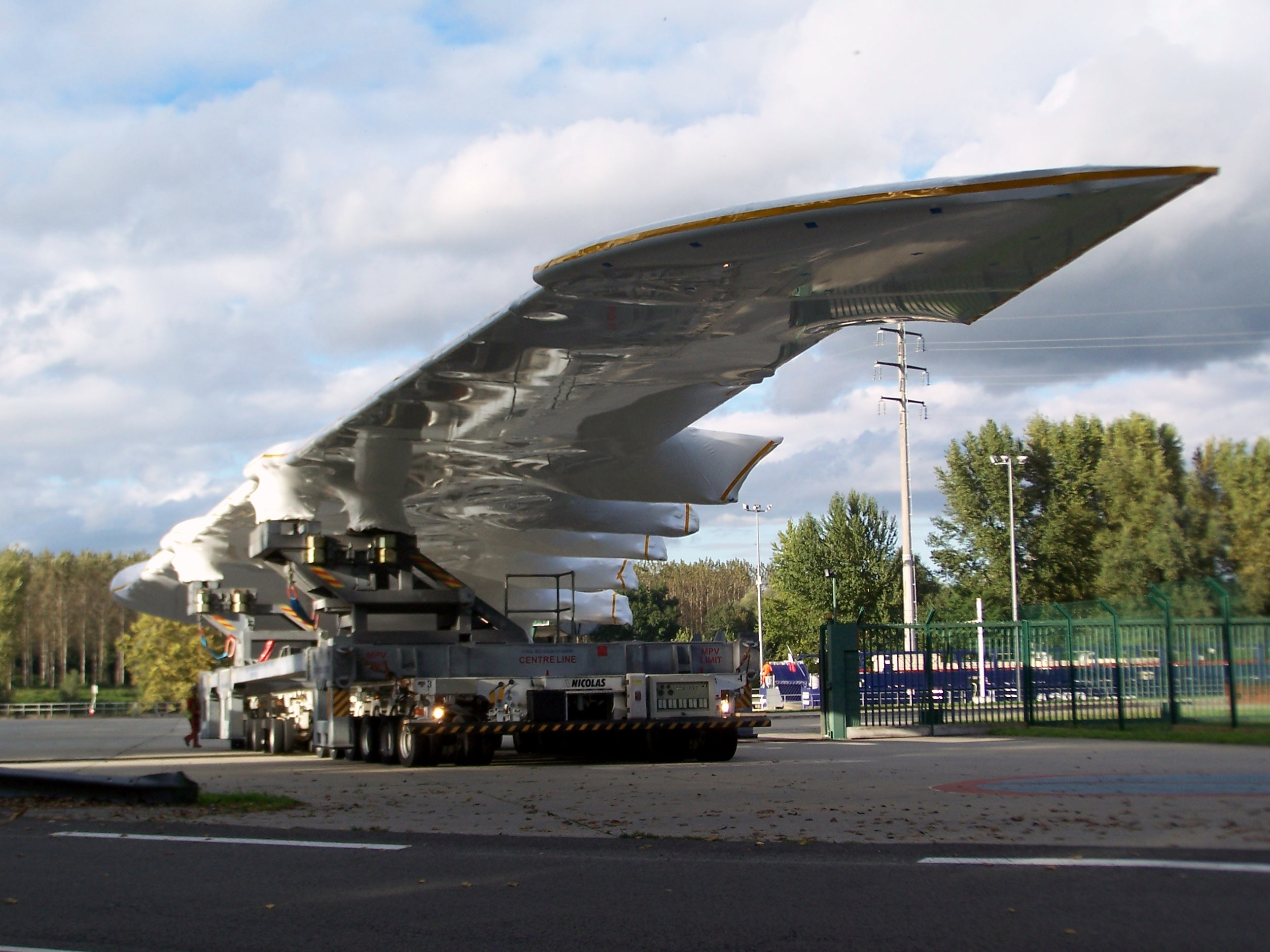
Langon : Transfert d'une aile depuis la barge sur la Garonne au hangar de préparation du convoi.

À Langon, une darse spéciale destinée à recevoir les convois fluviaux a été créée sur le cours de la Garonne. Une imposante grue a été établie en rive gauche (sud) du fleuve pour procéder au déchargement des éléments d'un même avion amenés depuis le port de Bordeaux sur des barges et à leur chargement sur des camions adaptés aux transports volumineux. Ces camions, généralement au nombre de six et consacrés chacun à un élément d'avion, à savoir un pour l'aile droite, un pour l'aile gauche, un pour l'empennage horizontal et trois pour chacune des parties avant, centrale et arrière du fuselage, sont réunis sur une aire de préparation du convoi, à proximité du lieu de déchargement.

Ces aménagements marquent l'origine de la partie routière de l'Itinéraire à grand gabarit.
Cet itinéraire s'appuie sur le réseau routier existant. Les agglomérations dont la traversée est impossible par les longs convois de pièces détachées sont contournées soit par des rocades ouvertes à la circulation publique, soit par des pistes réservées. Quelques obstacles (passages supérieurs) font aussi l'objet d'un évitement par des rampes aménagées. D'immenses aires de rétention des convois, fermées et sécurisées, ont été aménagées le long du parcours.
De nombreux aménagements de sécurité et d'agrément ont été également réalisés (carrefours giratoires, chicanes, pistes cyclables, etc.). Ces aménagements sont spécialement conçus pour permettre le passage des convois. Lors du passage des convois, une signalisation spéciale par panneaux lumineux et barrières interdit momentanément le passage du trafic normal. Des itinéraires de substitution, comme pour les autoroutes, sont indiqués.
L'Itinéraire à grand gabarit a été classé dans le réseau routier national, et maintenu dans celui-ci par le décret du 5 décembre 2005 prévoyant le transfert de la grande majorité des routes nationales aux départements. La section d'Espas à L'Isle-Jourdain étant une route nationale déjà existante (la RN 124), le parcours de Langon à Espas a reçu le numéro de RN 524 et le parcours de L'Isle-Jourdain à Blagnac a reçu le numéro de RN 224. Au niveau des pistes réservées, la numérotation s'applique en fait au réseau routier public assurant la continuité de l'itinéraire entre les deux extrémités de la piste. La RN 224 est formée à partir d'anciennes routes départementales, la RN 524 a été créée pour partie, à partir d'anciennes routes nationales (RN 132 de Langon à Captieux, RN 656 de Gabarret à Cazaubon, RN 626 de Cazaubon à Eauze et RN 131 d'Eauze à Espas), pour partie, à partir d'anciennes départementales. Ceci explique que certaines portions de ces routes correspondent à des routes de trafic très modeste pour des routes nationales.
Le premier convoi a été effectué les 5, 6 et 7 avril 2004. Les convois, qui ne circulent que la nuit, de 22 h à 6 h, mettaient généralement trois jours pour effectuer le voyage. Cette durée pouvait aller jusqu'à cinq jours en raison de l'interdiction de circuler les samedis, dimanches et jours fériés. À partir de septembre 2014, la durée normale d'un convoi est réduite à seulement deux nuits.
Le 14 février 2019, Airbus annonce l'arrêt de la production de l'A380 pour 2021, faute de nouvelles commandes et vu l'évolution du marché des avions défavorable aux très gros porteurs. Le dernier convoi a eu lieu la nuit du 17 au 18 juin 2020.

## Itinéraire de Langon à Blagnac

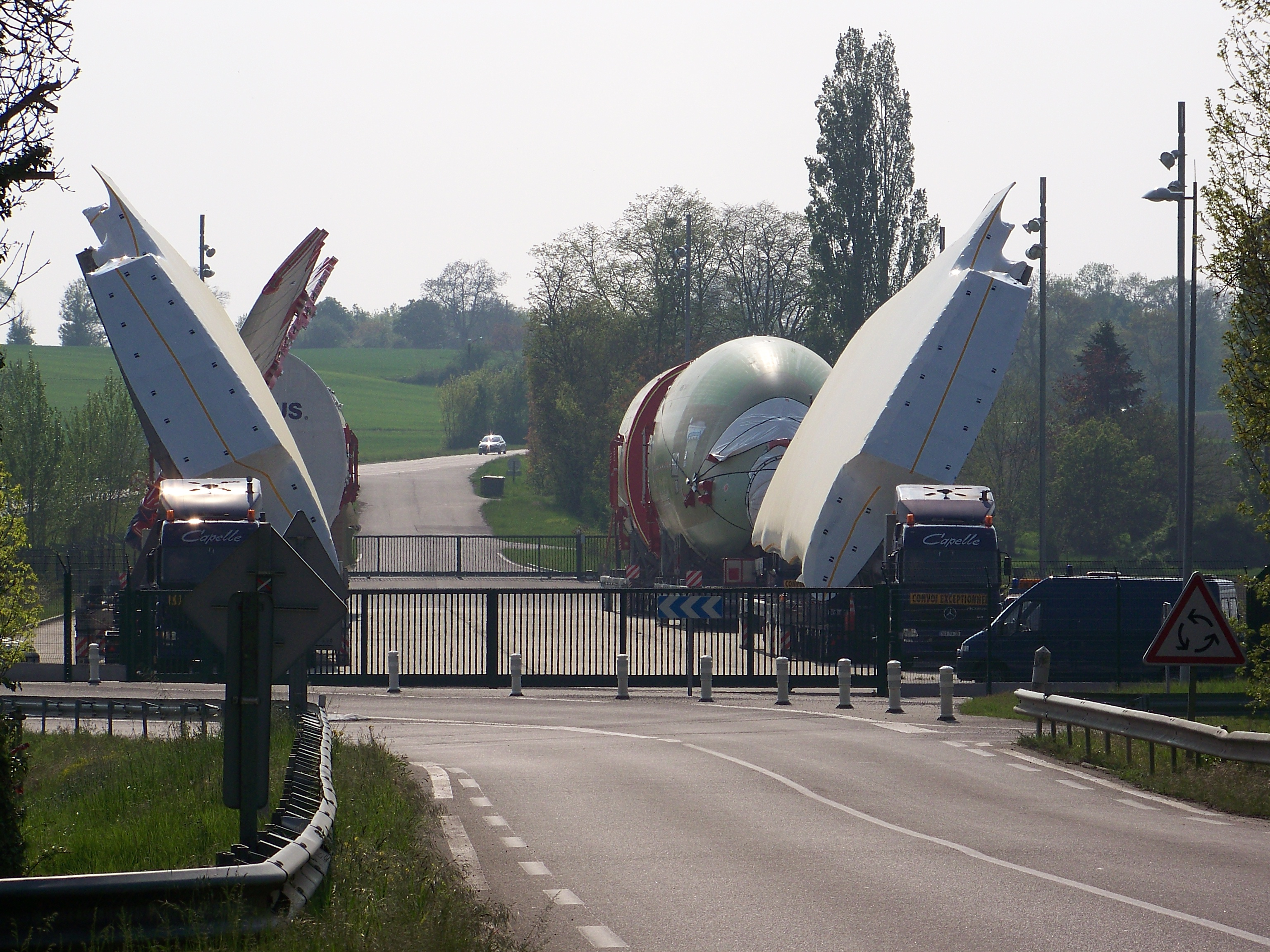
Convoi de l'A380 sur une aire de rétention sécurisée de l'IGG (à proximité de L'Isle-Jourdain).

Les villes traversées ou contournées sont :
- Langon, RN 524 ;
- Bazas, par le contournement existant ;
- Bernos-Beaulac ;
- Captieux, évitée par une piste ;
- Maillas ;
- Losse et le hameau d'Estampon, toutes deux contournées à l'est ;
- Gabarret, évitée par une longue piste, avec une aire de rétention sécurisée de 150 m de long et 30 m de large[4] ;
- Barbotan-les-Thermes ;
- Eauze, contournée par une rocade au sud.
  - À Eauze, une aire de rétention sécurisée permet le stationnement d'un convoi complet[5] ;
- Espas où la RN 524 devient la RN 124 ;
- Dému ;
- Vic-Fezensac ;
- Saint-Jean-Poutge ;
- Auch, par la rocade de la RN 124 ;
- Aubiet, par la 2 × 2 voies de contournement ;
- Gimont ;
- L'Isle-Jourdain, contournée par l'ouest RN 224 ;
  - Peu avant L'Isle-Jourdain, en quittant la RN 124, une aire de rétention sécurisée permet le stationnement d'un convoi[6] ;
- Ségoufielle, où un ancien chemin communal a été transformé en site propre pour relier la RN 542 à la RN 224 et pour contourner Ségoufielle par le nord ;
- Lévignac-sur-Save ;
  - À 3 000 mètres après la sortie de Lévignac-sur-Save, une très longue piste en site propre a été aménagée passant au nord de la forêt de Bouconne afin de permettre aux convois de rejoindre directement la rocade de Mondonville et Cornebarrieu. Cette piste est autorisée à la circulation agricole ;
- Mondonville et Cornebarrieu, où une rocade RN 224 donnant accès à l'usine AéroConstellation d'assemblage des Airbus a été construite.